# Round Point
Der Round Point (englisch für Rundspitze, in Chile gleichbedeutend Punta Redonda) ist eine Landspitze auf King George Island im Archipel der Südlichen Shetlandinseln. Sie liegt 20 km westlich des False Round Point an der Nordküste der Insel.
Der deskriptive Name ist seit 1822 für dieses Kap international etabliert.